# Annabelle (2014.)
Annabelle američki horor film iz 2014. godine redatelja John R. Leonetti. To je prethodnica Prizivanju iz 2013. godine i drugi dio franšize Prizivanje univerzum. Film je inspiriran pričom o lutki po imenu Annabelle koju su ispričali Ed i Lorraine Warren. U filmu glume Annabelle Wallis, Ward Horton i Alfre Woodard.
Spin-off koji se usredotočuje na podrijetlo lutke Annabelle koja je predstavljena u Prizivanju najavljen je ubrzo nakon objavljivanja istog filma, uglavnom zbog uspjeha na svjetskim blagajnama i pozitivnog prijema prema prikazu lutke. Glavno snimanje započelo je u siječnju 2014. u Los Angelesu.
Annabelle je premijerno izvedena u kineskom kazalištu TCL u Los Angelesu 29. rujna 2014., a kazališno je objavljena u Sjedinjenim Državama 3. listopada 2014. u izdanju Warner Bros. Pictures i New Line Cinema. Annabelle je općenito dobila negativne kritike od kritičara, od kojih su se mnogi osjećali da je film inferioran u odnosu na prethodnika, ali postigao je uspjeh na kino blagajnama, zarađujući više od 257 milijuna dolara u odnosu na proračun za 6,5 milijuna dolara. Prequel, naslovljen Annabelle: Početak, objavljen je 11. kolovoza 2017. Nastavak, pod nazivom Annabelle 3, objavljen je 26. lipnja 2019. godine. 

## Radnja filma
U Santa Monici u Kaliforniji, liječnik John Form, svojoj budućoj supruzi Miji daruje rijetku vintage porculansku lutku na dar za njihovo prvo dijete, koja će se staviti u zbirku lutaka u dječjem vrtiću.
Te noći, par je uznemiren zvukovima susjednih susjeda, Higginova, koji su ubijeni tijekom upada u kuću. Dok Mija zove policiju, nju i Johna napadaju Higginove ubojice. Dolazi policija i upucava jednog ubojicu, muškarca, dok je ubojica izvršila samoubojstvo prerezavši joj grkljan u dječjoj sobi držeći lutku. Vijesti izvještaje identificiraju napadače kao Higginovu otuđenu kćer, Annabelle i njenog neidentificiranog dečka, oboje su pripadnici sotonističkog kulta.
U danima nakon napada, niz paranormalnih aktivnosti događa se oko rezidencije Formsa. Nakon toga, Mija rađa zdravu djevojčicu, koju Mija i John odlučuju nazvati Leah. Obitelj se seli u stan u Pasadeni i, nakon što su pronašli lutku koju je John prethodno odbacio u jednoj od njihovih kutija, još jedan niz paranormalnih događaja muči Miju i Leah. Sljedeće noći Miju progoni zlonamjerno prisustvo u stanu. Vjeruje da je to Annabellein duh nakon što u podrumu zgrade naiđe na mračnu i zastrašujuću figuru. Demonski lik počinje ju proganjati prije nego što pobjegne istrčavši van kroz izlaz za slučaj opasnosti i popevši se stubama.
Mija poziva detektiva Clarkina da prikupi više informacija o Annabelle i njenom kultu i saznaje da kult uglavnom poziva natprirodna bića. Uz pomoć prodavača knjiga i kolege stanarke Evelyn, Mija shvaća da je kult prakticirao štovanje vraga, što je dočaralo demona koji je slijedio obitelj nakon što su se preselili u njihov trenutni stan kako bi potražili dušu. Po povratku kući, Miju i Leah napada demon koji se otkriva dok manipulira lutkom. Užasnuti i zabrinuti za sigurnost svoje kćeri, Mija i John kontaktiraju svog župnika, oca Pereza. On ih obavještava da se demoni ponekad vežu za nežive predmete kao prednost kako bi postigli svoje ciljeve i da se ljudska duša mora ponuditi sa svrhom. Bez ikakve nade da će istjerati demona iz lutke, otac Perez odlučuje ga oduzeti kako bi zatražio pomoć od Warrena za daljnju istragu. Međutim, prije nego što može ući u crkvu, demon koji se predstavlja kao Annabellein duh napada ga i hvata lutku.
Zbog toga je otac Perez hospitaliziran i kad ga Ivan provjerava, upozorava potonjeg da je osjetio snažnu prisutnost demona i da je njegova prava namjera potraživati Mijinu dušu. John odmah zove Miu da je upozori i potiče je da napusti stan, ali ona ne dobiva poruku zbog statičkih smetnji. Iste noći demon koristi fizičku formu oca Pereza da se ušunja u stan i otme Leah za majčinu dušu. Kako bi poštedjela svoju kćer, Mia pokušava skočiti s prozora s lutkom, ali John stiže na vrijeme zajedno s Evelyn da je zaustavi. Evelyn umjesto toga odlučuje uskočiti na Mijino mjesto kao iskupljenje za izazivanje prometne nesreće koja je prije mnogo godina rezultirala smrću njezine kćeri Ruby. Dok Evelyn leži mrtva, lutka nestaje, a Leah se sigurno vratila u krevetić.
Šest mjeseci kasnije, lutku je majka kupila u antikvarijatu kao rođendanski poklon svojoj kćeri koja je studentica medicinske sestre. 

## Glumci i uloge
- Annabelle Wallis - Mia Form
- Ward Horton - John Form
- Alfre Woodard - Evelyn
- Tony Amendola - Father Perez
- Kerry O'Malley - Sharon Higgins
- Brian Howe - Pete Higgins
- Eric Ladin - Detective Clarkin
- Ivar Brogger - Dr. Burgher
- Gabriel Bateman - Robert
- Shiloh Nelson - Nancy
- Geoff Wehner - Susjed
- Tree O'Toole - Annabelle "Janice" Higgins
- Keira Daniels - 7-year-old Annabelle Higgins
- Robin Pearson Rose - Majka
- Camden Singer - Clerk
- Morganna May - Debbie
- Amy Tipton - Camilla
- Zach Pappas - Rick
- Sasha Sheldon - Medicinska sestra
- Christopher Shaw - Fuller
- Joseph Bishara - Demon

## Produkcija
Casting je najavljen u siječnju 2014., a glavne uloge tumače Annabelle Wallis i Ward Horton, s glumcima Ericom Ladinom, Brianom Howeom i Alfreom Woodardom koji su također najavljeni tog mjeseca.
Snimanje je počelo 27. siječnja 2014. u The Book Shop u Covini u Kaliforniji. 25. veljače 2014. snimanje je nastavljeno u stanu na Aveniji South Normandie u okrugu Los Angeles, gdje je 55-člana ekipa snimala nekoliko dana. Film je snimljen u nizu tako da su glumci uvijek bili svjesni svojih emocionalnih lukova. 

## Vanjske poveznice
- Annabelle - imdb.com (engl.)
- Annabelle - boxofficemojo.com (engl.)
- Annabelle - rottentomatoes.com (engl.)